# Xã Arcola, Quận Douglas, Illinois
Xã Arcola (tiếng Anh: Arcola Township) là một xã thuộc quận Douglas, tiểu bang Illinois, Hoa Kỳ. Năm 2010, dân số của xã này là 3.312 người.